# Fête nationale suisse
La fête nationale suisse (en allemand : Schweizer Bundesfeier ; en italien : Festa nazionale svizzera ; en romanche : Festa naziunala svizra) se tient le 1er août. Elle fut célébrée pour la première fois en 1891, à l'occasion du 600e anniversaire du pacte de 1291, qui est alors choisi comme acte fondateur plutôt que le mythique Serment du Grütli qui était commémoré auparavant. La date du 1er août est déterminée ainsi car ce pacte, qui renouvelle une alliance, est daté du début du mois d'août sans mentionner le jour exact. Depuis 1994, le 1er août est un jour férié officiel dans toute la Suisse.

## Historique
La Fête nationale suisse se réfère au Pacte fédéral (1291), acte fondateur de la Confédération conclu par les représentants des trois cantons primitifs : Uri, Schwytz et Nidwald, (qui fait alors partie avec Obwald du canton d'Unterwald). Ce document original en latin n'est redécouvert par hasard qu'au XVIIIe siècle, lors d’un inventaire des archives de Schwytz. Auparavant, le Pacte de 1315 était considéré comme le texte fondateur : il est écrit en moyen haut allemand et mentionne pour la première fois le terme de « Confédéré » (allemand moderne : Eidgenosse).
Au Moyen Âge, la fête nationale n'existe pas, ce sont les commémorations locales de batailles et de morts qui sont célébrées, mais aucun évènement commun.
Avec l'État fédéral de 1848 et dans le but de consolider les liens confédéraux entre les cantons, tous les partis et toutes les tendances confessionnelles, le besoin se fait sentir de créer un évènement rassembleur. D'autres pays possèdent des fêtes nationales, aussi les colonies de Suisses de l'étranger ont véritablement besoin d'une fête pour maintenir les liens avec la mère patrie, mais aussi pour démontrer l'existence de la Suisse à leur pays d'accueil[réf. souhaitée].
Le 14 décembre 1889, le Conseil fédéral propose l'organisation d'une grande fête dans tous les cantons et particulièrement à Berne, où la fête de la Confédération serait combinée avec le 700e anniversaire de la ville fédérale. Mais les Schwytzois pensent que la fête principale doit avoir lieu à Brunnen, le lieu où, selon eux, se déroula la signature du pacte de 1291, ce qu'ils proposent. L'Assemblée fédérale suisse accepte et décide de laisser Schwytz organiser la fête dans la Suisse primitive.
La première fête dure deux jours, les 1er et 2 août 1891. La Suisse officielle se rassemble le 1er août pour une grande représentation théâtrale à Schwytz avec 960 figurants qui représente toute l'histoire suisse par des tableaux vivants et des chants patriotiques. La seconde partie, le 2 août, au Grütli est une partie plus émouvante avec la cantate de Tell, promenade en bateau et illumination des sommets alentour avec des feux. D'autre part, pour les fêtes cantonales, locales et des Suisses de l'étranger un programme commun minimum est édicté : 1er août « Sonnerie de toutes les cloches à 19 heures puis feux de joie sur les hauteurs » et pour le 2 août « Service divin avec allocution et caractère patriotique », tout autre évènement est laissé à l'appréciation des cantons et communes. La colonie suisse de Paris organise une fête grandiose dont la date est avancée au 12 juillet 1891.
La fête nationale de 1891 était prévue comme évènement unique. C'est sous la pression des Suisses de l'étranger que l'on commence, à partir de 1899, à la célébrer annuellement.
Le 1er août est un jour férié officiel dans toute la Suisse depuis 1994 seulement. En effet, jusqu'alors le 1er août était presque partout un jour ouvrable, seuls quelques cantons (Zurich, Schaffhouse et Tessin) considéraient cette journée comme fête légale, certains autres considérant uniquement un « demi-jour » férié. L'initiative populaire « Pour un jour de la fête nationale férié » est lancée en 1991, lors du 700e anniversaire afin de rendre le 1er août férié dans toute la Suisse. L'initiative est acceptée le 26 septembre 1993 par votation.
Au niveau international, seul l'État du Bénin célèbre également le 1er août sa fête nationale, depuis 1960, jour de son indépendance.

## Festivités

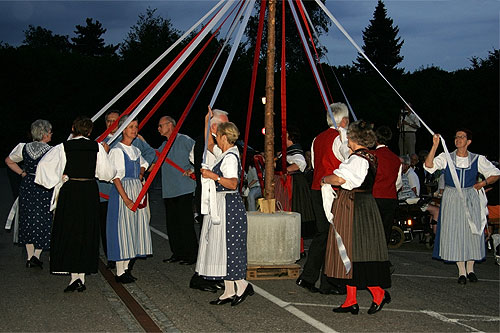
Danses traditionnelles lors de la fête du 1er août à Reinach en 2005.

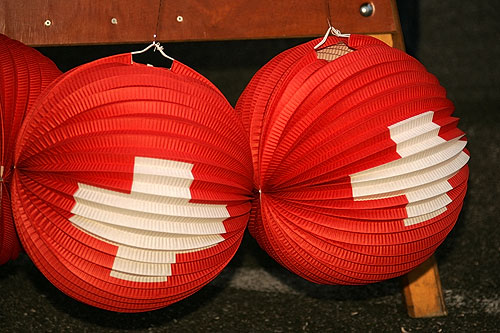
Lampions.

Le 1er août, chaque commune suisse organise à la tombée de la nuit feu de joie, cortège aux lampions et allocutions, éventuellement un feu d'artifice. Le feu de joie évoque les signaux utilisés autrefois comme moyen visuel de transmission. Le feu de joie est également un reliquat de la fête celte de Lugnasad consacrée au dieu Lug au début du mois d'août. Depuis 1993 des brunchs du 1er aout sont organisés dans les fermes ou places de villages. Certaines communes fêtent la veille, soit le soir du 31 juillet. Il est également célébré sur la prairie du Grütli, le lieu où la légende place les premiers Confédérés qui s'y sont réunis pour prêter le serment du Grütli contre les baillis autrichiens.
Les festivités sont uniquement du ressort des communes ; la fête nationale « fédérale » est diffusée le soir sur les quatre chaines nationales, présentée par quatre présentateurs qui représentent les quatre langues nationales. Chaque année une région linguistique organise cette fête. Juste avant le début du programme, le président de la Confédération suisse prononce un discours diffusé à la radio et à la télévision.